# Einer (Rudern)
Einer (Abkürzung 1x, auch Skiff genannt) ist im Rudersport die Bezeichnung für alle von einer Person mit Skulls angetriebenen Ruderboote.
Als wichtigste Unterklasse existiert eine vom Weltruderverband FISA definierte Bootsklasse, die ebenfalls einfach Einer oder Renneiner genannt wird und neben dem Achter als Königsklasse des Rudersports angesehen wird. Der Renneiner ist seit 1900 eine olympische Bootsklasse und existiert außerdem als mittlerweile nichtolympische Leichtgewichts-Variante. Beim Rennrudern spielt der Einer auch im Training eine große Rolle, er wird dort zur Schulung der individuellen Rudertechnik, zur ruderspezifischen Verbesserung der körperlichen Leistungsfähigkeit und zur Vorbereitung auf Teilnahmen bei Ruderregatten in Mannschaftsbooten genutzt.
Einer gehören ebenso wie die Zweier zu den Kleinbooten, während die Vierer und der Achter als Großboote bezeichnet werden.

## Beschreibung
Die Ruderer im (unbeschränkten) Einer müssen kein Gewichtslimit einhalten. In der Leichtgewichts-Variante gilt das nicht: Männliche Einerruderer dürfen maximal 72,5 kg wiegen, weibliche 59 kg. Die klassische Wettkampfstrecke im Einer entspricht der olympischen Distanz von 2000 m.
Material und Konstruktion des Bootes gleichen denen typischer Rennruderboote. Das Boot ist etwa 8 m lang, etwa 27 cm an der Wasserlinie breit und wiegt mindestens 14 kg. Auf jeder Seite des Bootes wird ein Ausleger montiert. Der Ruderer führt mit jeder Hand ein Skull, das durch eine Dolle am Ausleger befestigt ist. Obwohl im Einer kein Steuermann an Bord ist, werden Einer ohne Fußsteuer gebaut und müssen deshalb durch sogenanntes Überziehen, also einseitig kräftigeres Rudern, gesteuert werden. Während des Trainings wendet der Ruderer regelmäßig seinen Kopf um, um bugwärts zu sehen, damit er sein Boot sicher steuern kann. Beim Rennen und während des Trainings auf einer Strecke mit Bojenketten kann er sich an den in regelmäßigen Abständen ausgelegten Bojen orientieren.

## Geschichte
Der Einer ist seit Beginn des modernen Rudersports zum Beginn des 19. Jahrhunderts eine wichtige Bootsklasse im Rudersport. In London wurden früh erste Wettkämpfe ausgerudert, so etwa ab 1831 die Ruderregatta Professional Championship of the Thames zwischen Westminster und Hammersmith. Die ersten Kontrahenten waren John Williams und Charles Campbell. Ab 1863 wurde der Wettkampf wegen des ersten nichtbritischen Teilnehmers als World Sculling Championship bezeichnet, womit er eine der ersten regelmäßig ausgetragenen Weltmeisterschaften darstellte.
1900 wurde der Rudersport zum ersten Mal bei den Olympischen Sommerspielen ausgetragen, nachdem vier Jahre zuvor die Wettkämpfe wegen schlechten Wetters ausfallen mussten. Der Einer der Männer war bei der ersten Austragung ebenfalls im Programm und stellt neben dem Achter die einzige Bootsklasse dar, die seitdem ununterbrochen ausgerudert wird. Der Frauen-Einer ist seit 1976 olympisch, als erstmals Frauen im Rudersport an den Olympischen Spielen teilnehmen durften. Auch bei den Ruder-Europameisterschaften und Ruder-Weltmeisterschaften war der Einer immer eine Kernbootsklasse und Höhepunkt der Veranstaltung.

## Nutzung
Neben der Nutzung im Rennrudern werden Skiffs auch zu weiteren Gelegenheiten eingesetzt. Bei der Ruderausbildung bieten sie Anfängern eine direkte Rückmeldung über die individuelle Rudertechnik, wenngleich es dabei aufgrund der schmalen Bootsform häufiger zu Kenterungen kommt. Bei kaltem Wasser wird darauf deshalb verzichtet. Für erfahrene Ruderer sind Skiffs ein beliebtes Trainingsmittel zur Verbesserung von Kondition und individueller Rudertechnik unabhängig von Trainingskameraden.
Unter Hochzeitseiner oder auch Kavalierseiner versteht man ein Skiff mit Steuermannsplatz in Gigbauweise. Der Begriff wird darauf zurückgeführt, dass der Steuermannsplatz einer Frau die Teilnahme am Sport ihres Gatten ermöglichen sollte, weil es ihr zu seiner Entstehungszeit verboten war, selbst zu rudern. Heutzutage finden nur noch selten Ausfahrten mit Hochzeitseinern statt. Diese Bootsklasse wird von Vereinen, die noch ein solches Boot besitzen, für die Anfängerausbildung genutzt.
Beim Wanderrudern spielen Skiffs keine Rolle. Sie sind bauartbedingt zu wenig lagestabil, nicht robust in der Handhabung und bieten keinen Stauraum für Gepäck. Populär sind im Breitensport hingegen Einer in stabilerer, dafür trägerer Bauweise. Diese auch als Renngigs oder Freizeitskiffs bekannten Einer haben eine Mindestbreite von 45 bis 60 cm und eine Maximallänge von 5 bis 6,50 m und sind dadurch auch für Wanderfahrten und auf unruhigem Flussgewässer einsetzbar.

## Sprache
Das Wort Skiff hat eine längere etymologische Abstammung. Laut Duden wird es über skiff (englisch), esquif (französisch) und schifo (italienisch) vom althochdeutschen scif (Schiff) hergeleitet und hat neutrales Genus („das Skiff“).